# H.P. Lovecraft
Howard Phillips Lovecraft, även känd som H.P. Lovecraft, född 20 augusti 1890 i Providence, Rhode Island, död 15 mars 1937 i Providence, var en amerikansk författare av främst skönlitteratur inom genrerna skräck, fantasy, science fiction och weird fiction. Han är speciellt känd för att infoga science fiction-element i skräckberättelser.
Lovecraft hämtade stor inspiration från "kosmisk skräck" – idén att livet är obegripligt för människans förstånd och att universum i grund och botten är främmande. De som genuint försöker förstå spelar med sin mentala hälsa som insats. Lovecrafts Cthulhu-mytologi såväl som den påhittade magiska boken Necronomicon har skapat en sekt av anhängare. Han skildrar en värld där människorna är små och obetydliga sedda i jämförelse med skrämmande kosmiska urväsen.
Lovecraft hade en begränsad läsekrets under sin livstid men hans verk har efter hans död blivit uppmärksammade och är en källa till inspiration för såväl fans som författare, framför allt inom skräcklitteratur. Han har blivit en kultgestalt, och anses ofta vara en av de mest inflytelserika skräckförfattarna under 1900-talet.

## Biografi

### Barndom

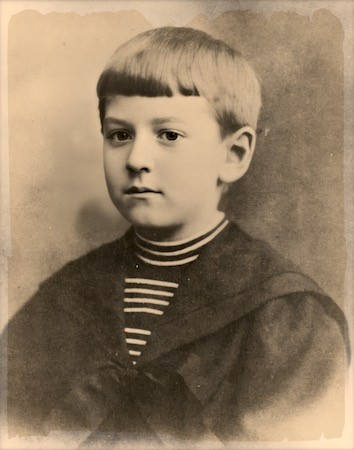
Lovecraft som nioåring.

Lovecraft föddes 20 augusti 1890 i sina morföräldrars hem på Angell Street 454 (då numrerat 194) i Providence, Rhode Island, USA. Hans far, Winfield Scott Lovecraft, var troligtvis handelsresande åt Gorham & Co., Silversmiths, of Providence och verkade inom smycke- och ädelstensbranschen (men flera fakta kring hans levnadshistoria är osäkra). Hans mor hette Sarah Susan Phillips Lovecraft och härstammade från puritanerna från Massachusetts Bay-kolonin 1630. Howard var deras enda barn. Under åren 1890–1893 flyttade familjen Lovecraft runt i Massachusetts på grund av faderns affärsverksamhet, de bodde troligen i Dorchester 1890–1892, Dudley sommaren 1892 och Auburndale 1892–1893. När han var tre år drabbades hans far av en akut psykos under en av sina affärsresor. Fadern fördes till Butler Hospital i Providence där han blev kvar till sin död 19 juli 1898. Han hade troligtvis drabbats av dementia paralytica (symtomatisk neurosyfilis), och även om dödsorsaken endast fastställdes som "general paresis" så tydde de flesta uppvisade symtom på syfilis (men detta är något omstritt).
Lovecraft och modern flyttade tillbaka till familjehemmet på Angell Street, vars idylliska omgivningar han skulle komma att älska och återkomma till, både i livet och i sitt författarskap. Han växte därefter upp med sin mor, sina två mostrar, Lillian Delora Phillips och Annie Emeline Phillips, och sin morfar, Whipple Van Buren Phillips, som var en framstående företagare. Howard var ett underbarn; vid två års ålder kunde han återberätta dikter och vid sex års ålder skrev han egna. Hans morfar uppmuntrade honom att läsa genom att visa honom klassiker som Tusen och en natt, Thomas Bulfinchs The Age of Fable och barnversioner av Iliaden och Odysséen.
Lovecraft var ofta sjuk under sin barndom. Enligt L. Sprague de Camp, som skrev en biografi om Lovecraft, led han av den sällsynta sjukdomen poikilotermi som gjorde att han alltid kändes kall när man rörde honom. Den senare Lovecraftbiografen S.T. Joshi framhåller däremot att poikilotermi inte är en sjukdom utan ett fysiskt tillstånd för vissa djur. Han menar även att det inte finns några bevis för att Lovecraft led av åkomman.

### De första litterära strävandena och uppehållet från novellskrivandet
1897 skrev han The Poem of Ulysses som var en kort omskrivning av Odysséen på vers, och vid sju års ålder läste han de flesta av de grekiska och latinska klassikerna, allt på originalspråken. Den unge Lovecraft fick även upp ögonen för det övernaturliga på grund av hans morfars alla gotiska skräckberättelser. Troligtvis skrev han sin första övernaturliga historia redan 1897, The Noble Eavesdropper. 1898 fick Lovecraft upp ögonen för Edgar Allan Poe. Samma år skrev han The Secret Cave, The Mystery of the Graveyard och John the Detective inspirerad av så kallade dime novels. Den nittonde juli samma år dog hans far. Lovecrafts skolgång vid Slater Avenue School var sporadisk och han ägnade mycket tid åt att läsa. Vid åtta års ålder fick han upp ögonen för vetenskap, först kemi. Han började producera flera hektograftryckta publikationer, den första 1899 hette The Scientific Gazette och var inriktad på kemi. Under vintern 1902 blev Lovecraft även intresserad av astronomi och startade 1903 publikationen The Rhode Island Journal of Astronomy. Den innehöll främst artiklar om kemi, astronomi, geografi, historia och mytologi.
När Lovecrafts morfar, Whipple, dog 1904 försämrades familjens ekonomi gradvis på grund av vanskötsel av morfaderns ekonomiska tillgångar. Det ledde till att de tvingades flytta från sitt påkostade viktorianska hem till mindre och sämre husrum längre ner på Angell Street. Lovecraft påverkades mycket djupt av att behöva flytta från sitt barndomshem och det gick så långt att han till och med funderade på att begå självmord. 1904 började Lovecraft gå i Hope Street High School men drabbades 1908 av ett nervsammanbrott och lyckades inte få ut sin high school-examen. Misslyckandet med utbildningen och att hans hopp om att studera vid Brown University slogs i kras sörjde han under resten av sitt liv. Han vidhöll dock till sin död att han hade en high school-examen. 1908 skrev Lovecraft The Alchemist och tog därefter ett nio år långt uppehåll från att skriva noveller.
Under sin uppehållsperiod tog Lovecraft under fyra år distanskurser i kemi. 1913 gav han sig in i en debatt med John Russell på insändarsidan i Argosy, vilket blev Lovecrafts inträde i amatörjournalistikens värld. 1914 blev Lovecraft medlem i United Amateur Press Association (UAPA) efter en inbjudan från föreningens ordförande Edward F. Daas. 1914–1918 skrev Lovecraft en astronomispalt i den brittiska tidningen Evening News. Han skrev även essäer, poesi, ledare och recensioner åt amatörtidskrifter. I april 1915 publicerade Lovecraft det första numret av amatörtidskriften The Conservative som skulle ges ut till juli 1923.

### Lovecraft återupptar skrivandet
1917 återupptog Lovecraft novellskrivandet med mer förfinade berättelser som Graven och  Dagon. Dagon publicerades 1923 i tidningen Weird Tales och är hans första professionellt publicerade verk. Under den här tiden började han bygga upp sitt enorma nätverk av brevvänner. Han var en av de mest produktiva brevskrivarna under 1900-talet med sina många och långa brev. Bland hans brevvänner fanns sedermera bland andra den då unge Forrest J. Ackerman, Robert Bloch (författaren till Psycho) och Robert E. Howard (författaren till Conan Barbaren).
1917–1918 efterträdde Lovecraft Edward F. Daas och blev ordförande och officiell redaktör för UAPA. Han verkade även en kort tid som ordförande för den konkurrerande organisationen National Amateur Press Association (NAPA). Enligt Lovecraft själv var denna period viktig för hans fortsatta författarkarriär eftersom den gav honom självförtroende i att hans skrivande inte bara var, enligt hans egna ord, svaga rop försvunna i den ohörsamma världen.

### Giftermål och New York
24 maj 1921 avled Lovecrafts mor under en slarvigt genomförd gallblåsoperation på Butler Hospital där hon var inlagd sedan 1919 efter att ha drabbats av ett nervöst sammanbrott. Kort därefter deltog Lovecraft i ett konvent om amatörjournalistik, där han träffade Sonia Haft Greene. Hon var ukrainska, judinna och sju år äldre än Lovecraft. Trots att Lovecrafts mostrar ogillade deras förhållande gifte sig paret 1924. De flyttade till stadsdelen Brooklyn i New York. Lovecraft trivdes med Sonia Haft Greene, men efter en tid blev skammen över att hon försörjde honom för mycket för Lovecraft. Så fem år senare skilde sig paret i all vänskap, efter att ha levt åtskilda sedan 1925. Lovecraft återvände till Providence 1926 för att bo med sin moster Lillian, nu gift Clark, igen. På grund av hans äktenskaps olyckliga slut har flera spekulerat i att han eventuellt var asexuell, även om Greene vid flera tillfällen har kommenterat honom som "en tillräckligt förträfflig älskare".

### Återkomst till Providence

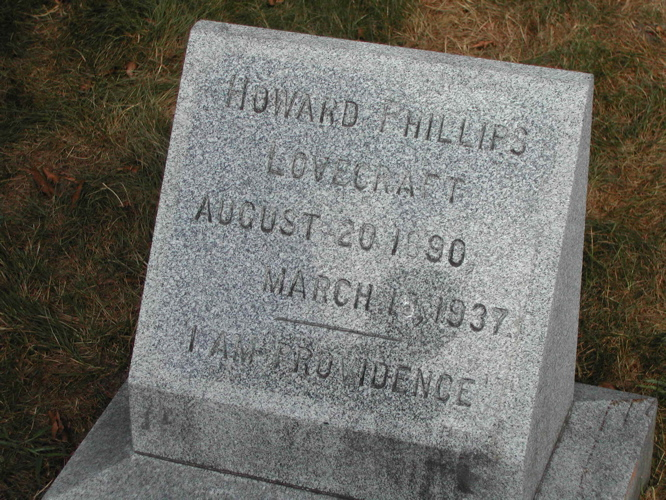
Lovecrafts gravsten på Swan Point Cemetery i Providence, USA.

I Providence bosatte han sig i ett rymligt brunt viktorianskt trähus på Barnes Street 10. (Detta är adressen Dr. Willett i Gengångaren bodde på.) Lovecraft var som mest produktiv under perioden efter återkomsten till Providence – hans sista tio år i livet. Under denna tid skrev han nästan alla sina mest kända noveller, vilka publicerades i tidningar som Weird Tales, men även sina längre berättelser som Gengångaren och Vansinnets berg. Han arbetade även mycket med granskning av andra författares arbeten samt spökskrivning.
Lovecraft fick ett antal noveller publicerade i tidskriften Weird Tales som var något av en klassiker i skräcksammanhang. Novellerna lästes av en ung man vid namn Robert Bloch som började brevväxla med Lovecraft. Lovecraft uppmuntrade honom att skriva, vilket Bloch också gjorde. Och det gick bra för Bloch. Hans mest kända verk är Psycho som filmatiserades av Alfred Hitchcock.
Trots Lovecrafts goda författarinsatser blev han fattigare med tiden. Tillsammans med sin enda överlevande moster tvingades Lovecraft 1933 flytta till mindre och billigare husrum på College Street 66. Han blev mycket illa berörd av Robert E. Howards självmord. I februari 1937 diagnosticerades Lovecraft med tarmcancer vilken han troligtvis lidit av i flera år utan att uppsöka läkare. Han levde med konstant smärta tills han avled 15 mars 1937 i Providence, Rhode Island.
Lovecrafts grav på Swan Point-kyrkogården i Providence är ibland försedd med graffiti i form av den kända frasen från Cthulhu (ursprungligen från Den namnlösa staden):
"That is not dead which can eternal lie,
And with strange aeons even death may die."

## Bakgrund till Lovecrafts verk
Lovecraft hämtade mycket inspiration från sina egna mardrömmar och det är kanske denna tydliga inblick i det undermedvetna och dess symbolik som gör hans verk populära än i dag. Han var starkt påverkad av Edgar Allan Poes verk, vilka influerade hans första kusliga berättelser och hans sätt att skriva. Lovecrafts upptäckt av Lord Dunsanys berättelser förändrade hans skrivande och gav upphov till en serie fantasyliknande berättelser i en drömvärld.
Det var förmodligen Arthur Machens omsorgsfullt konstruerade berättelser om bestående urgammal ondska och det mystiska bakom verkligheten som till slut inspirerade Lovecraft att hitta sitt eget skrivsätt, som han utvecklade och använde från 1923 och framåt. Skrivsättet hade en mörk ton och bestod av vad som i dag kallas Cthulhu-mytologin. Mytologin berättar om främmande utomdimensionella gudalika varelser och fasor som härstammar från en tid före människan och som antyds i urgamla myter och legender. Lovecraft använde aldrig själv termen Cthulhu-mytologi, som myntades efter hans död av August Derleth.
Lovecraft skapade i sina berättelser legenden om den kända och fasansfulla Necronomicon, skriven av den galne araben Abdul Alhazred. Mytologin väver han skickligt in i historien och har lett till att många tror att Lovecraft baserade den på verkliga myter. Necronomicon har i dag blivit en lika självklar komponent i skräckgenren som pentagram, vampyrer och demoner. Flera bluffversioner av Necronomicon har även publicerats.
Hans prosa är något otidsenlig. Han var förtjust i att ofta använda ovanliga adjektiv och försökte transkribera dialektalt språk på ett sätt som blivit kritiserat som direkt felaktigt. Han skrev gärna på brittisk engelska och använde ibland anakronistisk stavning av ord.
Lovecraft var en produktiv brevskrivare. Han daterade ibland sina brev 200 år före aktuellt datum, vilket blev under amerikanska kolonialtiden, före den amerikanska revolutionen, som han som anglofil ogillade. Han ansåg 1700- och 1900-talen vara de bästa århundradena - den första en period av ädel elegans och den senare ett århundrade av vetenskap. Lovecraft såg 1800-talet, speciellt viktorianska eran, som ett "misstag".
Förutom Lovecraft själv bidrog andra författare som Robert Bloch och Frank Belknap Long med berättelser till Cthulhu-mytologin. Flera senare författare och filmskapare i skräckgenren har även influerats av Lovecraft, bland andra Clive Barker och H. R. Giger. Andra, speciellt Clark Ashton Smith, August Derleth, Neil Gaiman, Stephen King, Alan Moore, Brian Lumley och Thomas Ligotti, har skrivit berättelser som tydligt utspelas i samma "universum" som Lovecrafts ursprungliga berättelser gör.

## Granskning av verken
De fullständigaste utgåvorna av hans skönlitterära prosa, närmare bestämt At the Mountains of Madness and Other Novels, Dagon and Other Macabre Tales, The Dunwich Horror and Others och The Horror in the Museum and Other Revisions, har publicerats av bokförlaget Arkham House. De senaste utgåvorna från Arkham House, från 1984 och framåt, är baserade på originalmanuskript och tidiga publikationer så långt detta är möjligt och överträffar därmed alla andra utgåvor (helt tillförlitliga pocketutgåvor har till exempel aldrig utgivits).

### Skrivfaser
Tre tydligt märkbara skönlitterära "faser" kan urskiljas i Lovecrafts verk. Även om berättelserna i faserna ofta överlappar varandra rent tidsmässigt kan hans verk kategoriseras i någon av de tre grupperna. Notera att denna uppdelning inte gjordes av Lovecraft själv.
- Kusliga berättelser (cirka 1905–1920)
- Drömcykel-berättelser (cirka 1920–1927)
- Berättelser i Cthulhu-mytologin (cirka 1925–1935)

### Brevväxling
Trots att Lovecraft är mest känd för sin kusliga och makabra skönlitteratur skrev han både många och långa brev som behandlade olika ämnen, allt från mystisk övernaturlig skönlitteratur och konstanalyser till politik och historia. S. T. Joshi har uppskattat Lovecrafts omfattande brevväxling till cirka 87 500 brev från och med 1912 till hans död 1937. Ett känt brev, från 9 november 1929, till Woodburn Harris var 70 sidor långt.
Lovecraft var inte någon stor brevskrivare under sin ungdom. Han erkände 1931 att han knappt skrev några brev i sina yngre år eftersom det var en större pärs att skriva ett tackbrev än att skriva ett 250 sidor långt herdabrev eller en 20-sidig avhandling om Saturnus ringar. Hans intresse för brev började med hans brevväxling med kusinen Phillips Gamwell. Ännu viktigare var kanske hans inblandning i amatörjournalistikorganisationen som resulterade i ett enormt antal brev. Lovecraft berättade att den kontakt med människor han fick genom brevväxling var en viktig faktor för hans vidgade vyer av världen.
I dag finns fyra bokförläggare som publicerar Lovecrafts brev. Arkham House är den mest framträdande med sin fembandsutgåva av Selected Letters. Andra förläggare är Hippocampus Press (Letters to Alfred Galpin et al.), Night Shade Books (Mysteries of Time and Spirit: The Letters of H. P. Lovecraft and Donald Wandrei et al.) och Necronomicon Press (Letters to Samuel Loveman and Vincent Starrett et al). Dessutom har Wildside Press släppt en samling med Lovecrafts brev till Fritz Leiber, Fritz Leiber and H. P. Lovecraft: Writers of the Dark, och nyligen gav University of Tampa Press ut O Fortunate Floridian: H. P. Lovecraft's Letters to R. H. Barlow.

### Upphovsrätt
Upphovsrätten till Lovecrafts verk, speciellt hans senare verk, är ett mycket omdiskuterat ämne. Allt som publicerades i USA före 1923 är kulturellt allmängods, men åsikterna går isär gällande om rättigheterna till Lovecrafts verk publicerade efter 1923, bland annat de framstående verken Cthulhu och Vansinnets berg, har gått ut.
Frågorna koncentreras till huruvida upphovsrätten för Lovecrafts verk förlängdes enligt den amerikanska upphovsrättslagen 1976 angående material skapat före 1 januari 1978. Om så skedde skulle Lovecrafts verk vara skyddade 75–95 år efter författarens död enligt Sonny Bono Copyright Term Extension Act från 1998. Det innebär att vissa av hans verk skulle varit upphovsrättsskyddade fram till 2019. Även Europeiska unionens direktiv om harmonisering av upphovsrättsskydd från 1993 gör gällande att upphovsrätt gäller 70 år efter författarens död. I de länder som följer Bernkonventionen upphovsrättsskyddas material 50 år efter författarens död.
August Derleth och Donald Wandrei hävdade att de hade äganderätt till Lovecrafts verk. Derleth köpte alla rättigheter till tidningen Weird Tales 9 oktober 1947. Sedan april 1926 hade dock Lovecraft förbehållit alla rättigheter till andrahandsutgivning för sina berättelser som publicerats i Weird Tales. Tidningen ägde på sin höjd rättigheterna till sex stycken av hans berättelser. Även om Derleth verkligen förvärvade rättigheterna till Lovecrafts berättelser finns inga bevis på att upphovsrätten förnyades.
Lovecraft själv hade utsett den betydligt yngre författaren R.H. Barlow till förvaltare över hans litterära arv. Barlow hamnade i konflikt med Derleth och Wandrei, som fick med sig bland andra Clark Ashton Smith på sin sida. Istället flyttade Barlow till Kalifornien för att studera antropologi, varefter han fick en akademisk tjänst i Mexico City där han begick självmord 1951.
Enligt den framstående Lovecraftkännaren S.T. Joshi skulle Lovecrafts verk vara kulturellt allmängods. Upphovsrätten till hans verk borde ha ärvts av Lovecrafts enda överlevande arvtagare, mostern Annie Gamwell, enligt hans testamente från 1912. Gamwell dog själv 1941 och rättigheterna ärvdes av Ethel Phillips Morrish och Edna Lewis. Morrish och Lewis skrev ett kontrakt som gav Arkham House rättighet att publicera Lovecrafts verk, men de behöll fortfarande upphovsrätten för sig själva. Inga bevis på att upphovsrätten förnyades efter 28 år finns vilket gör att det är troligt att Lovecrafts verk tillhör det kulturella allmängodset. Upphovsrätten till Lovecrafts verk gick dock ut 1 januari 2008 i EU oavsett situationen i USA.
Enligt en essä av Peter Ruber (redaktör för Arkham House) finns brev, upptäckta i juni 1998, som beskriver Derleths och Wandreis förvärvande av Lovecrafts kvarlåtenskap. Det är oklart om dessa brev motsäger Joshis syn på Lovecrafts upphovsrätt.
Noterbart är att Chaosium (utgivare av rollspelet Call of Cthulhu) har varumärkesskyddat frasen The Call of Cthulhu i spelrelaterade produkter.
Oavsett de juridiska oenigheterna angående Lovecrafts verk var han själv mycket generös med sina alster och uppmuntrade aktivt andra att låna idéer från hans verk, speciellt rörande Cthulhu-mytologin. Efter hans död har flera författare bidragit och berikat mytologin med berättelser och hänvisningar till hans verk, som Necronomicon, Cthulhu och Yog-Sothoth.

## Utgivning på svenska
Första svenska översättningen av Lovecraft gjordes 1954 av Torsten Jungstedt. Han översatte "The outsider" som sändes av Sveriges Radio natten 11 september 1954. Jungstedt fortsatte att översätta berättelserna "The picture in the house", "The colour out of space" och "In the vault". De två senare publicerades i Stora skräckboken 1959. Stora skräckboken innehåller dessutom "The loved dead", som Lovecraft bearbetade åt sin vän C. M. Eddy, Jr (detta var dock inte allmänt känt när boken gavs ut).
Sam J. Lundwall, redaktör för Jules Verne-Magasinet (förkortat JVM), har översatt flera av Lovecrafts noveller, vilka trycktes i JVM (1971 och 1972) men även i två volymer med enbart Lovecrafts berättelser. I Skräckens labyrinter (1973) ingick - utöver flera tidigare oöversatta noveller - också en presentation av Cthulhu-mytologin. 1973 gavs också Den fantastiska romanen. 2: Gotisk skräckromantik från Horace Walpole till H.P. Lovecraft ut där "Råttorna i muren" ("The rats in the walls") ingick.
"The outsider" kunde läsas 1975 i antologin Skräckchocker som ingick i bokserien Kalla kårar. Samma år gav Lundwall i bokserien Skräckens klassiker ut Gengångaren (The case of Charles Dexter Ward, översättning Gunnar Gällmo). År 1975 publicerade Wahlström en svensk översättning av The music of Erich Zann och senare, 1979, "In the vault".
År 1981 släpptes första utgåvan av rollspelet Call of Cthulhu, vilket blev populärt i Sverige och bidrog till en större efterfrågan på Lovecrafts noveller. Ernst-Hugo Järegård läste 1987 in novellsamlingen Skräckens labyrinter som kassettbok. På senare år har författaren Anders Fagers med bland annat Svenska Kulter från 2009 byggt en skandinavisk och mycket modern del av Lovecrafts mytologi. 2020 släppte Eloso förlag rollspelet Call of Cthulhu på svenska och integrerade Lovecrafts myter i den svenska historien.
Sam J. Lundwall gav mellan 1973 och 1998 ut 13 romaner och novellsamlingar av Lovecraft (i översättning av Lundwall om inget annat anges):
- Skräckens labyrinter (1973)[13]
- Vansinnets berg (översättning: Kerstin Wallin, 1987)
- Gengångaren (översättning: Gunnar Gällmo, 1987)
- Cthulhu 1 (översättning: Kerstin Wallin & Sam J. Lundwall, 1988, titeln felstavad på omslaget som "Cthlhu")
- Cthulhu 2 (översättning: Agneta Sneibjerg [m.fl.], 1988, även detta omslag med felstavad titel)
- Skräckens hus och andra noveller (1991)
- Odjurets torn (1991)
- Dagon och andra noveller (1992)
- Midnattsgästerna (1992)
- Fantasy (1995, antologi med en novell av Lovecraft)
- Necronomicon (1995)
- Cthulhus arv (1996, antologi med fyra noveller av Lovecraft)
- Stora Necronomicon (1998)

I böckerna ovan finns inte bara texter av Lovecraft utan även texter av bland annat August Derleth, Lord Dunsany och Robert E. Howard. Den roman som Lundwall utgav 1991 i Lovecrafts namn, Odjurets torn, är egentligen skriven av August Derleth och medtas därför ej i listan. Lundwall hade ambitionen att ge ut alla Lovecrafts berättelser och romaner i översättning men gick inte i land med projektet. Torsten Lundgren översatte Nyckeln (the Key) till svenska 1996 i Jules Verne magasinet 478 och detta är den enda kända översättningen av Lovecrafts poesi – dock till fri vers vilket Lovecraft avskydde och föraktade.
Aleph Bokförlag gav 2002 ut antologin Necronomicon i Sverige som innehöll en nyöversättning av History of Necronomicon. I tidskriften Minotauren (Aleph) publicerades 2003 en svensk översättning av "Facts concerning the late Arthur Jermyn and his family". 2004 återfanns en översättning av "Under the pyramids" i Minotauren och JVM publicerade Lundwalls patafysiska bearbetning (missvisande nog ej angiven som sådan) av "The shadow out of time".
Efter några år utan Lovecraftöversättningar i bokform tog andra förlag över efter Lundwall:
- Sökandet efter det drömda Kadath (The dream-quest of unknown Kadath) (översättning: Jens Heimdahl, Richard Berghorn, Aleph, 2004)
- Pickmans modell och andra noveller (översättning: Charlotte Hjukström, Bakhåll, 2008)
- Fallet Charles Dexter Ward (¨The case of Charles Dexter Ward) (översättning: Gunnar Gällmo, Vertigo, 2008)
- Skuggan över Innsmouth (The Shadow over Innsmouth) (översättning: Arthur Isfelt, Alastor, 2008)
- Anteckningsbok (Commonplace book) (översättning, förord och kommentarer: Jonas Ellerström och Mattias Fyhr, Ellerström, 2009)
- Trädet - och andra oegentligheter (översättning: Niklas Dahlman [m.fl.], Recito, 2009)
- Vid vansinnets berg (At the mountains of madness) (översättning: Arthur Isfelt, Alastor, 2009)
- Fasansfulla händelser i Dunwich (översättning: Charlotte Hjukström, Bakhåll, 2009)
- Viskningar i mörkret (The whisperer in darkness) (översättning: Arthur Isfelt, Alastor, 2010)
- Silvernyckeln och andra alkemiska experiment (anonym översättning, Recito, 2011)
- Självbiografiskt (översättning: Sofie Grankvist, Ellerström, 2011)
- Om övernaturlig skräck i litteraturen (Supernatural horror in literature) (översättning: Ulf Jensen, h:ström, 2011)
- Sarnaths undergång och andra noveller (översättning: Charlotte Hjukström, Bakhåll, 2011)
- Cthulhu vaknar och andra ohyggligheter (urval och översättning: Arthur Isfelt, Hastur, 2011)
- Skräcknoveller (översättning: Sam J Lundwall m fl, Vertigo, 2011)
- Mardrömsboken (The H. P. Lovecraft dream book) (översättning: Fredrik F. G. Grandlund och Arthur Isfelt, Hastur, 2012)
- Medusas hår och andra skräckberättelser (översättning: Martin Andersson och Jonas Wessel, Hastur, 2013)